# Ширлі Мак-Лейн
Ши́рлі Мак-Ле́йн Біті (англ. Shirley MacLean Beaty; нар. 24 квітня 1934, Ричмонд, Вірджинія) — американська акторка і письменниця, авторка численних книг на автобіографічні та езотеричні теми. Також співачка, продюсерка, режисерка, музикантка й танцюристка.

## Біографія
Народилася в Ричмонді, штат Вірджинія в баптистській сім'ї. Батько, Айра Оуенс Бет, був професором психології, а мати, Кетлін Корінна (до шлюбу Маклін), вчителькою драми. Ім'я вона отримала на честь популярної в 1930-х акторки Ширлі Темпл. У 1937 році у неї народився брат Воррен Бітті, який теж став актором. Після кількох переїздів сім'я осіла в Арлінгтоні, де Ширлі Мак-Лейн здобула освіту.
З 1954 по 1982 роки була одружена з бізнесменом Стівом Паркером, 1956 року народила доньку Сачі Паркер (англ. Sachi Parker), що стала акторкою. Після розставання недовгий час жила з російським кінорежисером Андрієм Кончаловським.
Дні народження Ширлі Мак-Лейн та Барбри Стрейзанд припадають на один день — 24 квітня — і вони багато років традиційно святкують їх разом.

## Акторка
У дитинстві вчилася на балерину, але 1954 року дебютувала в бродвейському мюзиклі «Піжамна гра», а два роки по тому зіграла першу роль в кіно — у трилері Гічкока «Неприємності з Гаррі». Далі були роль у пригодницькому фільмі «Навколо світу за 80 днів» (1956), а також у драмі «І підбігли вони» (1958), за роль в якій Мак-Лейн отримала першу номінацію на «Оскар».
Двома роками пізніше отримала другу номінацію на премію кіноакадемії, а також черговий «Золотий глобус», за роль у фільмі Біллі Вайлдера «Квартира». Наступним успіхом для Мак-Лейн стала картина «Дитячий час» з Одрі Гепберн у головній ролі, де критика високо оцінила драматичну роботу Мак-Лейн.
Надалі вона була ще двічі номінована на «Оскар» за ролі у фільмах «Ніжна Ірма» (1963) і «Поворотний пункт» (1977), перш ніж в 1983 році стала володаркою премії за роль Аврори Грінуей в романтичній драмі «Мова ніжності».
Як і молодший брат Воррен, стала популярною як активістка Демократичної партії, близька до клану Кеннеді.
Серед інших значних акторських робіт Ширлі Мак-Лейн — «Моя гейша» (1962), «Мила Чаріті» (1969), «Мадам Сузацка» (1988), «Листівки з краю безодні» (1990). Крім цього, Мак-Лейн неодноразово знімалася на телебаченні, де серед її робіт були ролі в телефільмах «Старі шкапи по-американськи» (2001) в головних ролях з Елізабет Тейлор, Джоан Коллінз та Деббі Рейнольдс, і «Коко Шанель» (2008), де вона виконала головну роль. В останні роки Мак-Лейн все більше відіграє ексцентричних персонажок.
Дружила з Френком Сінатрою; грала з ним у фільмах «І підбігли вони» (1958), «Канкан» і «Одинадцять друзів Оушена» (1960) і вела церемонію вручення премій «Оскар» в 1975 році.

## Письменниця
В молодості Ширлі Мак-Лейн захопилася езотерикою. Вона прочитала книгу «Житель двох планет» Фредеріка Олівера, написану в 1886 році. Ідея спілкування з іншими цивілізаціями, перевтілення і реінкарнації захопили акторку. У неї виник інтерес до духовності і метафізики, які стали центральними темами її бестселерів.
У мемуарах «Dancing in the Light» («Танцююча в колі світла») Мак-Лейн описує роман з Андрієм Кончаловським, міркує на тему страждання російської душі.
У книзі «Going Within» («У продовженні») ділиться програмою духовних технік і розумових вправ, спрямованих на те, щоб стати здоровішими, щасливішими, налаштуватися на природну гармонію з навколишнім і внутрішнім світом.
«Dance While You Can» («Танцюй, поки можеш») наповнена думками і почуттями з приводу старіння, міжособистісних відносин, роботи, батьків, дочки, власного майбутнього як художниці і жінки.
Твір «I'm Over All That: And Other Confessions» («Я покінчила з усім цим: і інші визнання») — комічно-іронічний опис кар'єри акторки.

## Нагороди
П'ять разів номінувалася на «Оскар» за найкращу жіночу роль (1959 — «І перемагали вони», 1961 — «Квартира», 1964 — «Ніжна Ірма», 1978 — «Поворотний пункт»); отримала премію в цій категорії за фільм «Мова ніжності» у 1983 році.
У 2017 році Мак-Лейн знялася в сюжеті, в якому Шарліз Терон похвалила її за роботу у фільмі «Квартира» під час трансляції церемонії вручення премії «Оскар» 2017 року. Пізніше вона разом з Терон вручала нагороду «Оскар» за найкращий міжнародний фільм року.
У 2019 році виграла нагороду «Фільми для дорослих» у номінації «Досягнення впродовж життя» журналу AARP.

## Фільмографія
| Рік  |    | Українська назва                            | Оригінальна назва                     | Роль                                                      |
| ---- | -- | ------------------------------------------- | ------------------------------------- | --------------------------------------------------------- |
| 1955 | ф  | Неприємності з Гаррі                        | The Trouble with Harry                | Дженніфер Роджерс                                         |
| 1955 | ф  | Художники та моделі                         | Artists and Models                    | Бессі Сперроубраш                                         |
| 1956 | ф  | Навколо світу за 80 днів                    | Around the World in 80 Days           | принцеса Ауда                                             |
| 1958 | ф  | І підбігли вони                             | Some Came Running                     | Джинні Мургед                                             |
| 1958 | ф  | Вівчар                                      | The Sheepman                          | Делл Пейтон                                               |
| 1958 | ф  | Жаркий сезон                                | Hot Spell                             | Вірджинія Дюваль                                          |
| 1958 | ф  | Звідник                                     | The Matchmaker                        | Айрін Моллоу                                              |
| 1958 | ф  | Запитайте будь-яку дівчину                  | Ask Any Girl                          | Мег Вілер                                                 |
| 1959 | ф  | Кар'єра                                     | Career                                | Шерон Кінгстон                                            |
| 1960 | ф  | Одинадцять друзів Оушена                    | Ocean's Eleven                        | епізод                                                    |
| 1960 | ф  | Канкан                                      | Can-Can                               | Симона Пісташ                                             |
| 1960 | ф  | Квартира                                    | The Apartment                         | Френ Кубелік                                              |
| 1961 | ф  | Дитяча година                               | The Children's Hour                   | Марта Добі                                                |
| 1961 | ф  | Все за одну ніч                             | All in a Night's Work                 | Кеті Роббінс                                              |
| 1961 | ф  | Дві любові                                  | Two Loves                             | Анна Варонцова                                            |
| 1962 | ф  | Двоє на гойдалках                           | Two for the Seesaw                    | Джіттель Моска                                            |
| 1962 | ф  | Моя гейша                                   | My Geisha                             | Люсі Делл / Еко Морі                                      |
| 1963 | ф  | Ніжна Ірма                                  | Irma la Douce                         | Ніжна Ірма                                                |
| 1964 | ф  | Жовтий роллс-ройс                           | The Yellow Rolls-Royce                | Мей Дженкінс                                              |
| 1964 | ф  | Що за шлях!                                 | What a Way to Go!                     | Луїза Мей Фостер                                          |
| 1965 | ф  | Джон Голдфарб, будь ласка, повернися додому | John Goldfarb, Please Come Home       | Дженні Еріксон                                            |
| 1966 | ф  | Гамбіт                                      | Gambit                                | Ніколь Ченг                                               |
| 1967 | ф  | Сім разів жінка                             | Woman Times Seven                     | Полетт / Марія Тереза / Лінда / Єва / Едіт / Марі / Жанна |
| 1968 | ф  | Щастя місіс Блоссом                         | The Bliss of Mrs. Blossom             | Геррієт Блоссом                                           |
| 1969 | ф  | Мила Чаріті                                 | Sweet Charity                         | Чаріті                                                    |
| 1970 | ф  | Два мула для сестри Сари                    | Two Mules for Sister Sara             | Сара                                                      |
| 1971 | ф  | Відчайдушні характери                       | Desperate Characters                  | Софі Бентвуд                                              |
| 1972 | ф  | Одержимість Джоела Делейні                  | The Possession of Joel Delaney        | Нора Бенсон                                               |
| 1977 | ф  | Поворотний пункт                            | The Turning Point                     | Діді Роджерс                                              |
| 1979 | ф  | Бути там                                    | Being There                           | Єва Ренд                                                  |
| 1980 | ф  | Зміна сезонів                               | A Change of Seasons                   | Карін Еванс                                               |
| 1980 | ф  | Люблячі пари                                | Loving Couples                        | Евелін                                                    |
| 1983 | ф  | Мова ніжності                               | Terms of Endearment                   | Аврора Грінвей                                            |
| 1984 | ф  | Перегони «Гарматне ядро» 2                  | Cannonball Run 2                      | Вероніка                                                  |
| 1987 | ф  | На краю                                     | Out on a Limb                         | у ролі самої себе                                         |
| 1988 | ф  | Мадам Сузацка                               | Madame Sousatzka                      | мадам Юлина Сузацка                                       |
| 1989 | ф  | Сталеві магнолії                            | Steel Magnolias                       | Луїза Будро                                               |
| 1990 | ф  | Листівки з краю безодні                     | Postcards from the Edge               | Доріс Манн                                                |
| 1990 | ф  | В очікуванні світла                         | Waiting for the Light                 | тітка Зена                                                |
| 1991 | ф  | Захищаючи твоє життя                        | Defending Your Life                   | у ролі самої себе                                         |
| 1992 | ф  | Друге дихання                               | Used People                           | Перл Берман                                               |
| 1993 | ф  | Я боровся з Ернестом Хемінгуеєм             | Wrestling Ernest Hemingway            | Гелен Коней                                               |
| 1994 | ф  | Охоронець Тесс                              | Guarding Tess                         | Тесс Карлайл                                              |
| 1995 | ф  | Вестсайдський вальс                         | The West Side Waltz                   | Маргарет Мері Елдердіс                                    |
| 1996 | ф  | Вечірня зірка                               | The Івning Star                       | Аврора Грінвей                                            |
| 1996 | ф  | Місіс Вінтерборн                            | Mrs. Winterbourne                     | Грейс Вінтерборн                                          |
| 1997 | ф  | Посмішка, як у тебе                         | A Smile Like Yours                    | Марта                                                     |
| 1999 | ф  | Жанна д'Арк                                 | Joan of Arc                           | Мадам де Боревуар                                         |
| 2000 | ф  | Бруно                                       | Bruno                                 | Гелен                                                     |
| 2001 | ф  | Ці старі з Бродвею                          | These Old Broads                      | Кейт Вестборн                                             |
| 2002 | ф  | Салем допитливий                            | Salem Witch Trials                    | Ребекка Нерс                                              |
| 2002 | ф  | Битва Мері Кей                              | Hell on Heels: The Battle of Mary Kay | Мері Кей Еш                                               |
| 2003 | ф  | Кароліна                                    | Carolina                              | Міллсент Мірабо                                           |
| 2005 | ф  | Ходять чутки                                | Rumor Has It                          | Кетрін Рішельє                                            |
| 2005 | ф  | Чаклунка                                    | Bewitched                             | Айріс Смітсон                                             |
| 2005 | ф  | Подалі від тебе                             | In Her Shoes                          | Елла                                                      |
| 2007 | ф  | Замикаючи коло                              | Closing the Ring                      | Етель Енн Гарріс                                          |
| 2008 | ф  | Коко Шанель                                 | Coco Chanel                           | Коко Шанель                                               |
| 2008 | тф | Енн з Зелених дахів: Новий початок          | Anne of Green Gables: A New Beginning | Амелія Томас                                              |
| 2010 | ф  | День святого Валентина                      | Valentine's Day                       | Естелль                                                   |
| 2011 | ф  | Берні                                       | Bernie                                | Марджорі Нуджент                                          |
| 2012 | ф  | Абатство Даунтон                            | Downton Abbey                         | Марта Левінсон                                            |
| 2013 | ф  | Таємне життя Волтера Мітті                  | The Secret Life of Walter Mitty       | Една Мітті                                                |
| 2019 | ф  | Ноель                                       | Noelle                                | Поллі                                                     |